# Nasze noce
Nasze noce (ang. Our Souls at Night) – amerykański melodramat z 2017 roku w reżyserii Ritesha Batry. Ekranizacja powieści pod tym samym tytułem autorstwa Kenta Harufa. 

## Fabuła
Louis i Addie są owdowiałymi emerytami, mieszkającymi blisko siebie w pewnym miasteczku w stanie Kolorado. Choć jako sąsiedzi widywali się przelotnie przez większość życia, nigdy nie mieli okazji poznać się bliżej. Pewnego wieczoru Addie proponuje, aby zaczęli spędzać razem noce. Zastrzega, iż w jej propozycji nie chodzi o romans, lecz o wspólne przetrwanie czasu, który zwykle jest najtrudniejszy dla osób samotnych. Po początkowym wahaniu Louis przyjmuje jej propozycję. Odtąd spotykają się co wieczór o 21:00 w domu Addie i zostają razem do rana. 

## Obsada
- Jane Fonda jako Addie
- Robert Redford jako Louis
- Iain Armitage jako Jamie, wnuk Addie
- Matthias Schoenaerts jako Gene, syn Addie
- Judy Greer jako Holly, córka Louisa
- Phyllis Somerville jako Ruth, przyjaciółka Addie
- Bruce Dern jako Dorlan Becker

## Produkcja i dystrybucja
Prawa do ekranizacji ostatniej napisanej przed śmiercią powieści Kenta Harufa zostały początkowo zakupione przez Roberta Redforda, który jesienią 2015 porozumiał się z Netfliksem w sprawie wyprodukowania na jej podstawie filmu dla tej platformy internetowej. W lipcu 2016 potwierdzono, iż w rolach głównych wystąpią sam Redford oraz Jane Fonda, zaś za kamerą stanie indyjski reżyser Ritesh Batra. Adaptacji scenariuszowej dokonała spółka autorska Scott Neustadter i Michael H. Weber. 
Okres zdjęciowy trwał od 12 września do 2 listopada 2016, film nakręcono w całości na terenie stanu Kolorado, gdzie rozgrywa się jego akcja. 
Oficjalna premiera filmu miała miejsce 1 września 2017 na 74. MFF w Wenecji. 29 września 2017 został udostępniony abonentom Netfliksa na całym świecie. 